# Siebel Si 204
Siebel Si 204 — разработанный немецкой фирмой Siebel двухмоторный транспортный самолёт, выпускавшийся во время Второй мировой войны и после неё также в Чехословакии (Aero C-3) и Франции (SNCAC Martinet), в транспортном и учебном вариантах. Применялся в ВВС, а также использовался гражданскими компаниями различных стран.

## История
Разрабатывался по заказу авиакомпании Deutsche Luft Hansa (DLH) с 1938 года на основе конструкции предыдущей модели фирмы, Fh 104. После начала Второй мировой войны поступил заказ на самолёт для отработки слепых полётов с изменённым остеклением кабины, по типу He 111.
На тот момент компания Siebel была уже загружена лицензионным выпуском бомбардировщика Junkers Ju 88, поэтому в Галле смогли построить лишь 15 прототипов Si 204. В результате, его производство было развёрнуто на заводах в оккупированной Франции (SNCAN в Бурже, с апреля 1942 года по ноябрь 1943 года) и в Протекторате Богемии и Моравии (чешский ČKD, в то время называвшийся Böhmisch-Mährische Maschinenfabrik AG (BMM)), с января 1943 года). В Протекторате несколько позже к выпуску подключили и фирму Aero.
Из-за возникшего дефицита металла у модификации D-3 набор крыльев и хвостового оперения был смешанным, с деталями из дерева.
Во Франции производство самолёта было прекращено после Освобождения в августе 1944 года. На тот момент завод SNCAN выпустил в общей сложности 168 единиц Si 204.
Завод BMM с октября 1944 года перешёл на производство запчастей. На предприятиях Aero планировалось в марте 1945 года завершить выпуск D-1 после выпуска 486 самолётов и переключиться на модификацию D-3, однако фактически его деятельность завершилась в январе 1945 года и потому была выпущена 541 машина.
Всего по состоянию на январь 1945 года произведено 1216 самолётов (включая прототипы).
По окончании Второй мировой войны производство Si 204 в Чехословакии и Франции возобновилось. Чешская компания Aero до 1949 года выпустила ещё 179 Si 204D: учебные Aero C-3A и C-3B (последний — для отработки навыков бомбометания), пассажирский C-103 и военно-транспортный Aero D-44. Во Франции на заводах SNCAC произвели 240 учебных NC.701 и 110 транспортных NC.702 Martinet. NC.701 отличалась трёхлопастными винтами и оснащалась двигателями Renault 12S-00, У NC.702 был изменённый нос.
Выпуск Si 204 до 31 января 1945 года:
| Модификация | Siebel | SNCAC | BMM/CKD | Aero | Всего |
| ----------- | ------ | ----- | ------- | ---- | ----- |
| Прототипы   | 15     |       |         |      | 15    |
| A-0         |        | 30    |         |      | 30    |
| A-1         |        | 85    |         |      | 85    |
| D-0         |        |       | 45      |      | 45    |
| D-1         |        | 53    | 447     | 477  | 977   |
| D-3         |        |       |         | 64   | 64    |
| Итого       | 15     | 168   | 492     | 541  | 1.216 |

## Применение

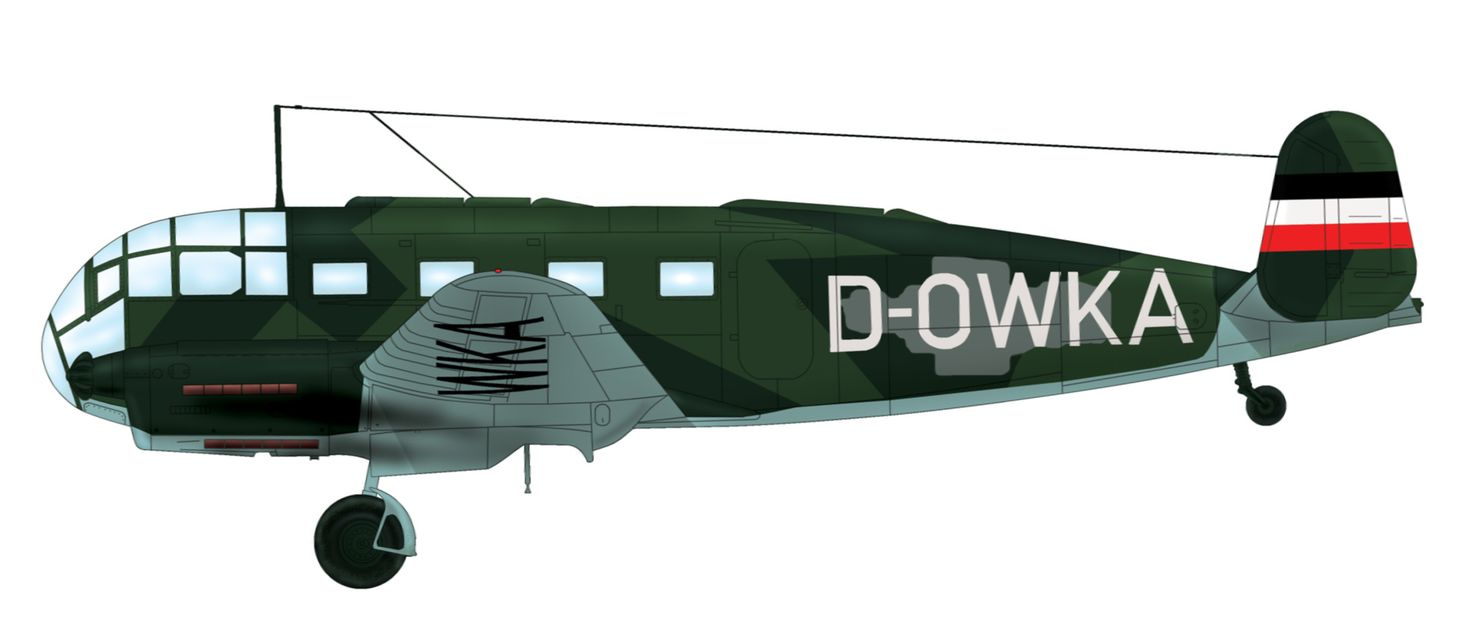
Siebel Si 204D-1, D-OWKA из 2./KG 200. Применялся делегациями Альберта Шпеера (апрель 1945 года, маршрут Прага — Цюрих) и Карла Германа Франка (май 1945 года, маршрут Прага — Мюрвик — Градец-Кралове) во время мирных переговоров правительства Карла Дёница. Опознавательные знаки регулярно менялись.

Заказавшая разработку и выпуск самолёта компания Lufthansa получила как минимум четыре Si 204: первый прототип, D-AEFR, испытывался в Праге с марта по май 1941 года, затем целый год, с весны 1942-го, второй прототип, D-ASGU, использовался на регулярных маршрутах в качестве грузового.
В Люфтваффе Si 204D применялся преимущественно авиашколах уровней B и C и в транспортной группе FÜG 1.
В июле 1944 года планировалось переоборудовать пять самолётов в качестве радарных станция для обеспечения действий ночных истребителей, для чего на Si-204D, устанавливали РЛС FuG 218 V2R и FuG 217R Neptun. Данные об их боевом применении отсутствуют.
Si 204, вероятно, был последним немецким самолётом, сбитым на Западном фронте. Около 8 часов вечера 8 мая 1945 года 2-й лейтенант К. Л. Смит из 474-й истребительной группы 9-й воздушной армии, летевший на P-38 Lightning, сбил Siebel в трёх милях к юго-востоку от баварского Бад-Родах.
В конце Второй мировой войны один Si 204D («Rhein») оставался в аэропорту Темпельхоф. Ещё один улетел в Энс в Австрии, где был захвачен союзниками. Трофейные Si 204 выполняли различные функции в военно-воздушных силах и гражданской авиации СССР, в том числе в составе компании «Аэрофлот», однако вскоре были выведены из эксплуатации.

## Модификации

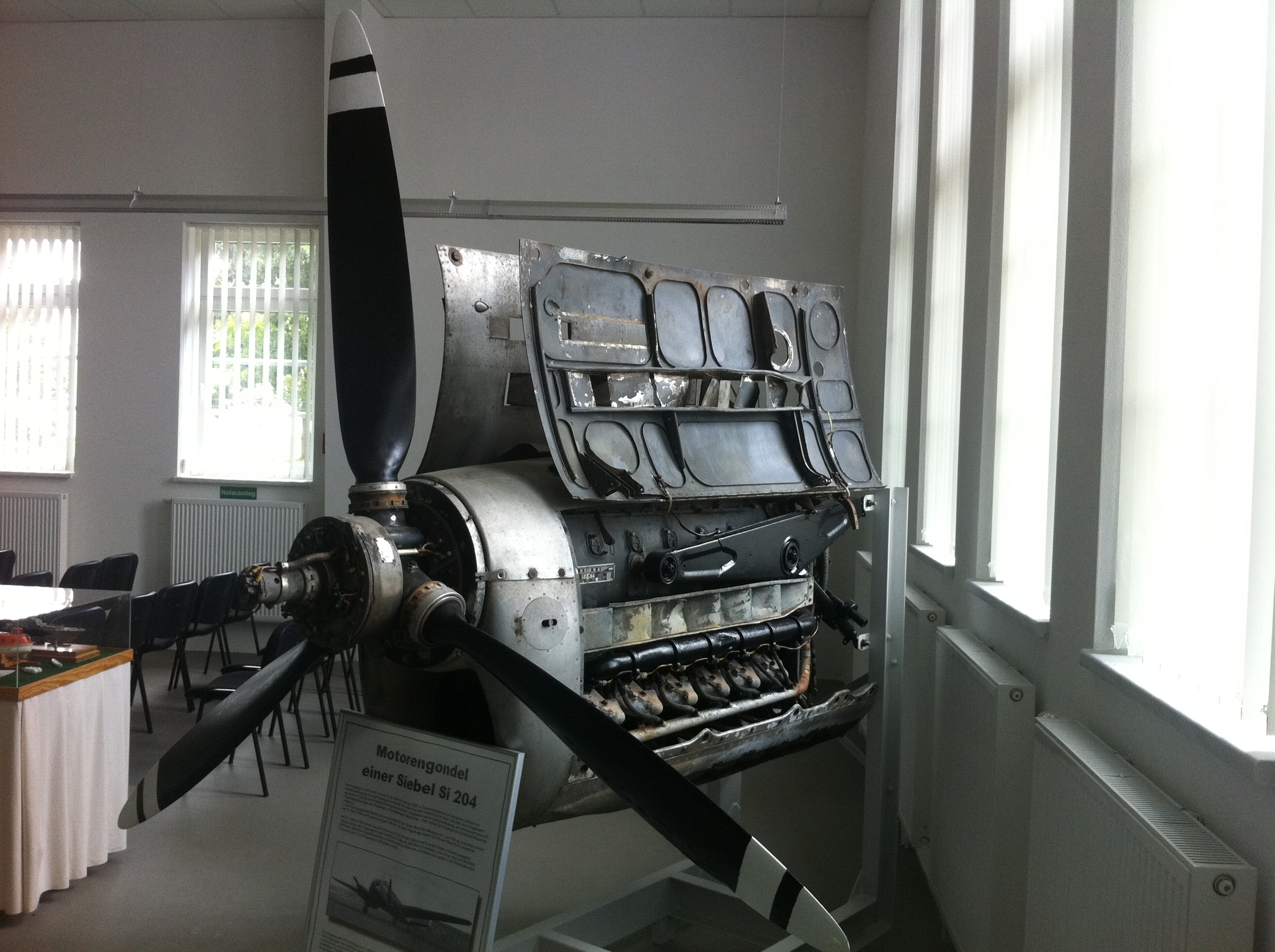
Мотогондола SNCAN NC.701 с трёхлопастным пропеллером, Luftfahrtmuseum Rechlin

Siebel Fh 104Предшественник семейства Si 204, несколько меньший по габаритам и с другим остеклением.
Si 204Прототипы с номерами серии V (Versuch); заводом компании Siebel в Галле выпущено 15.
Si 204AПредсерийные A-0 и ранние серийные A-1 пассажирские / транспортные самолёты, строившиеся на французском заводе компании SNCAN.
Si 204Dучебный самолёт для отработки слепых полётов, разработанный ЧКД/BMM; первый предсерийный D-0 выпущен в январе 1943 года, за ним последовали ещё 44. Выпуск D-1 осуществлялся на заводах Aero и BMM. В конструкции D-3 применялись детали из дерева.
Aero C-3Послевоенные чехословацкие самолёты для обучения полётам (C-3A) и тренировок экипажей (C-3B).
Aero C-103гражданская версия.
Aero D-44военный транспорт.
SNCAC NC.701 Martinetвоенный транспорт с двигателями SNECMA 12S-00.
SNCAC NC.702 Martinetпассажирская модификация с изменённой кабиной.

## Операторы

### Военные
Германия
- Люфтваффе

 Словацкая республика (1939—1945)
- ВВС Словакии

 Чехословакия
- ВВС Чехословакии бывшие немецкие Si 204 и послевоенные Aero C-3.
- SNB

 СССР
- ВВС СССР трофейные немецкие Si 204.

 Франция
- ВВС Франции бывшие немецкие Si 204 и NC.701 послевоенного выпуска.
- Авиация ВМС Франции

 Швейцария
- ВВС Швейцарии 1 самолёт DL+NT модификации D-1, интернированный в 1945 году после перелёта Амина аль-Хусейни; использовался до 1955 года.

 Венгрия
- ВВС Венгрии 6 Aero C-3 (1947—1953).

 Польша
- ВВС Польши 6 NC.701, полученных от национальной авиакомпании LOT, применялись с 1949 по 1955 годы для аэрофотосъёмок[4]

### Гражданские
Чехословакия
- CSA Aero C-103 послевоенных выпусков.

- Lufthansa не менее 4 машин.

- Nationaal Luchtvaart Laboratorium (NLL): 1 Si 204D-1 (код PH-NLL, построен на заводе BMM) 1946—1964.

 Польша
- Polskie Linie Lotnicze LOT в 1947—1948 использовали 6 купленных во Франции NC.701 (бортовые номера с SP-LFA по LFF) для картографических работ.[4]

 Швеция
- компания Rikets Allmanne Kartverk также применяла 1962—1970 5 NC.701 для картографических работ.

 СССР
- Управление полярной авиации ГУСМП
- Аэрофлот
- Наркомат (позже министерство) авиационной промышленности СССР
- Министерство внутренних дел.
- Главное управление лагерей железнодорожного строительства
- Главное управление Гидрометеослужбы (9 машин от ГУСМП): М-351 — М-360
- трест «Сельхозаэросъёмка» министерства земледелия

## Тактико-технические характеристики (Si 204)

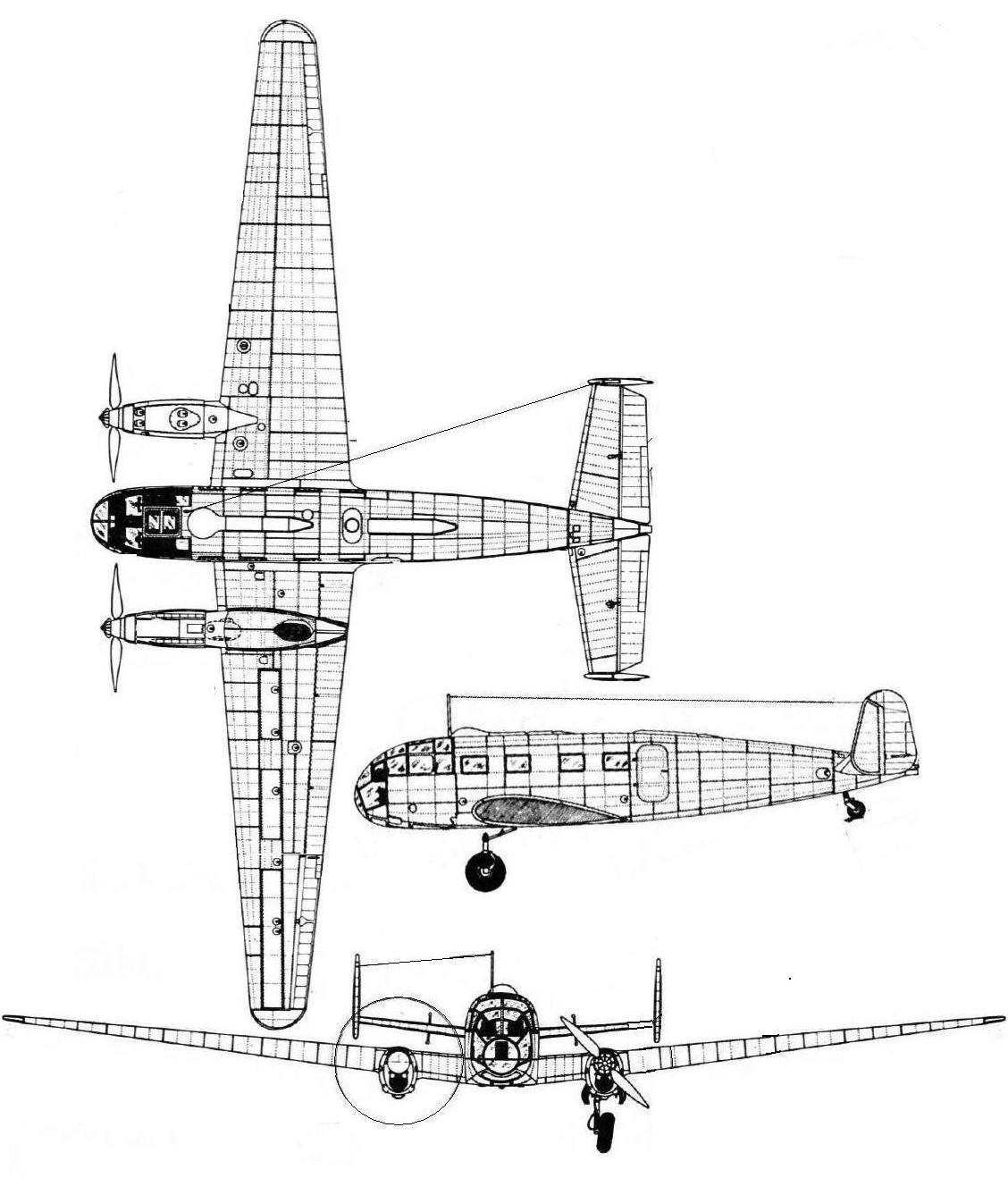
Siebel Si 204

Источник данных: энциклопедия «Уголок неба»

Технические характеристики
- Экипаж: 1 или 2 пилота
- Пассажировместимость: 8 человек
- Грузоподъёмность: 1650 кг
- Длина: 13 м
- Размах крыла: 21,33 м
- Высота: 4,25 м
- Площадь крыла: 46,0 м?
- Масса пустого: 3 950 кг
- Максимальная взлётная масса: 5 600 кг
- Силовая установка: 2 × воздушных Argus As 411-A1
- Мощность двигателей: 2 × 592 л.с. (2 × 441 кВт)

Лётные характеристики
- Максимальная скорость: 364 км/ч
- Практическая дальность: 1 400 км
- Практический потолок: 6 400 м
- Скороподъёмность: 360 м/мин

## Самолёт в экспозициях музеев
Один Si 204 находится в авиамузее Кбелы.

## Аварии и катастрофы
- 21 августа 1942 года Si 204, выполнявший служебный полёт из Берлина в южную часть Германии, упал при невыясненных обстоятельствах близ Мюльберга, среди погибших были основатель компании Люфтганза Карл Август фон Габленц и оберфюрер СА Карл Крюммель[5]
- 4 октября 1945 года самолёт ВВС Чехословакии врезался в холм в районе Вишков[6][7]
- 20 октября 1945 года у самолёта Н-372, перегонявшегося на ремонт из Красноярска на остров Молокова, загорелся правый двигатель, пилот попытался вернуться, но во время посадки врезался в забор. Пилот погиб, механик и пассажир ранены[8].
- 30 января 1946 года Si 204 французской авиагруппы спецсвязи GLAM, выполнявший рейс Вилакубле — Марсель, в результате обледенения потерял управление и упал близ Бурк-ан-Брес, погибли все три члена экипажа и пассажир, лётчица Maryse Hilsz.
- 16 марта 1947 года самолёт СССР-Н409 Полярной авиации после взлёта упал при невыясненных обстоятельствах. Пилот В. П. Брехов погиб.
- 2 апреля 1947 года пилот самолёта Н-408 Чукотской авиагруппы Полярной авиации (Siebel Si.204D-1), ранее WNr.251563 — BN+SB, Вяльцев с целью отработки навыков посадки на одном моторе самочинно отключил левый двигатель, от чего самолёт потерял скорость и упал около аэродрома Чокурдах.
- 6 мая 1947 года у Н-414, летевшего из Захарково в Краматорск, на высоте 1300 м отказал левый двигатель, при аварийной посадке самолёт врезался в холм близ Березово и не подлежал восстановлению, 5 человек, находившихся на борту, не пострадали[9].
- 18 июня 1948 года грузовой Si 204 (EC-ADB) компании CANA при попытке совершить аварийную посадку врезался в деревья[10].
- 23 июля 1948 года Si 204 (EC-ACM) компании CANA во время нештатной ситуации произвёл аварийную посадку близ Инохоса-дель-Дуке, в результате чего самолёт загорелся, все 10 человек были ранены[11]

## Самолёт в массовой культуре

### В кинематографе
Одно из первых появлений «Зибеля» в кинематографе — небольшой эпизод в чехословацком фильме «Высокое синее небо» 1973 года. В американской ленте «Враг у ворот» ему пришлось «сыграть» сбитый He-111. Кроме того, не обошла его вниманием и кинодокументалистика: он упоминается в 31-м выпуске («Unikatni exponaty VHU») сериала «Brana do historie» (2015—2017)

### В сувенирной и игровой индустрии
Известны модели самолёта, выпускаемые следующими фирмами:
- KP #9 Aero C-3A/Siebel Si 204 1:72 (1976)
- Směr sme0935 Siebel 204 D/E 1:72;
- MisterCraft mscF14 Si-204D Verbindungsflugzeug 1:72
- Special Hobby Si 204D 1:48

### В компьютерных играх
Si 204 фигурирует в одном из аддонов к игре «Ил-2 Штурмовик»

## См. также

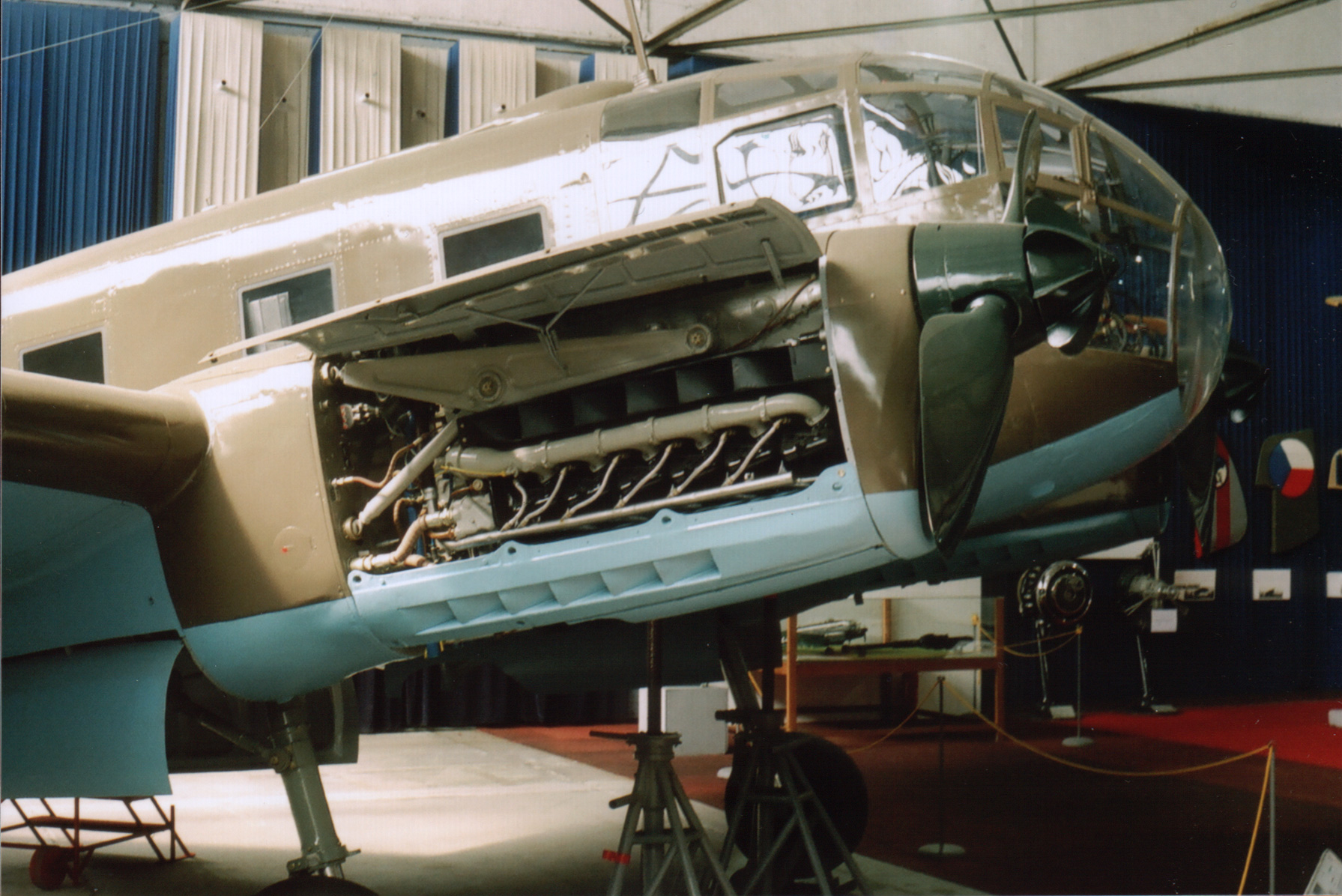
Siebel 204 в чешском авиамузее Кбелы